# Christian Puswald
Christian Puswald (* 15. März 1958 in Graz) ist ein österreichischer Rechtsanwalt, Politiker (SPÖ) und ehemaliger Abgeordneter zum Österreichischen Nationalrat.

## Ausbildung und Beruf
Christian Puswald besuchte zwischen 1964 und 1968 die Volksschule in Volksschule Graz-Gösting und wechselte danach an ein Bundesrealgymnasium in Graz, an dem er 1976 die Matura ablegte. Puswald studierte im Anschluss Rechtswissenschaften an der Universität Graz und beendete sein Studium 1980 mit dem akademischen Grad Dr. iur.
Puswald war von 1977 bis 1982 Studien- bzw. Vertragsassistent am Institut für österreichische Rechtsgeschichte und am Institut für öffentliches Recht der Universität Graz und war Rechtsanwaltsanwärter in Graz, Villach und Sankt Veit an der Glan 1982–1985. Er ist seit 1985 als Rechtsanwalt in St. Veit an der Glan tätig.

## Politik
Puswald kam als Quereinsteiger in die Politik und vertrat zwischen dem 20. Dezember 2002 und dem 29. Oktober 2006 die SPÖ im Nationalrat. Die Schwerpunkte seiner Tätigkeit als Abgeordneter waren nach eigenen Aussagen die Wirtschafts- und Justizpolitik.

## Privates
Puswald ist geschieden und Vater einer Tochter.